# Esteve Baltrons i Roura
Esteve Baltrons i Roura, conegut artísticament com a Esteban de Balt (Blanes, Selva, 12 de març de 1936 - Lloret de Mar, Selva, 13 d'octubre de 2013) va ser un artista català. Tot i ser molt popular al seu poble i comarca va ser més conegut a Alemanya, i també es va donar a conèixer a Àustria i França.

## Biografia
L'Esteve era fill d'una família de pagesos del barri blanenc Terrassans de Raval. Des de petit va destacar per la seva afició al cant, i va formar part del cor de la parròquia de Santa Maria, on va destacar per la qualitat de la seva veu. Va ser alumne de l'acadèmia del pianista de Ràdio Barcelona, el mestre Josep Espeita, i als 17 anys va iniciar la seva carrera com a cantant.
Va formar part del grup de Los Costeños, i a finals de la dècada del 1950 va ser cantant del cabaret El Molino de Barcelona, i on actuava amb Mary Mistral i Frank Johnson. Altres locals on va cantar foren la Sala Bolero, l'Empòrium, el Río, i el Teatre Victòria. Amb el cantant blanenc José Rubio va formar el Duo de Balt però la major part de la seva trajectòria artística va ser individual.
L'any 1969, a Alemanya, va participar en el programa Der Goldene Shultz (de la segona cadena de televisió alemanya ZDF), que presentava i moderava Vico Torriani. Mitjançant la seva representant, Gerda Kell, va gravar discos en alemany i castellà amb el productor Doctor Heinz Stein, propietari de la firma discogràfica Supertone.
De l'any 1964 fins al 1998 el seu local Los Tarantos de Blanes va haver i en va obrir un altre a Lloret de Mar, on va actuar fins que ho va haver de deixar per motius de salut i on va viure els últims anys, fins a la seva mort.
Blanes li va retre el divendres 23 de novembre de 2007 un homenatge als 50 anys de carrera artística del cantant i showman. Un esdeveniment organitzat a la Casa del Poble per iniciativa d´un grup d´amics, conduït per Aitor Roger, historiador i autor d'un llibret biogràfic sobre Esteban que es va presentar aquell mateix dia.

## Trajectòria artística
Va gravar diversos discos, i va ser autor d'èxits com Samba sí, samba no, Eviva el amor i Rosas y vino.
Va ser guanyador del Festival de Cançó Catalana de Badalona amb la cançó El poble abandonat.
Va participar, ballant, en diverses pel·lícules:
- La bella Lola
- Altas variedades
- Hay alguien tras la puerta
- El rapto de las Sabinas
- Die Hamburger Krakheit (1979), de Peter Fleischmann, amb Helmut Griem i Fernando Arrabal[2]

També va formar part de l'avantguarda alemanya amb els artistes que integraven l'espectacle Opera Curiosa.